# Abbéville-lès-Conflans
 Abbéville-lès-Conflans  es una población y comuna francesa, en la región de Gran Este, departamento de Meurthe y Mosela, en el distrito de Briey y cantón de Pays de Briey.

## Demografía
| Gráfica de evolución demográfica de Abbéville-lès-Conflans entre 2004 y 2019 |
|                                                                              |

Fuentes: INSEE.

## Políticos
Elecciones Presidential Segunda Vuelta:
| Elección | Elección | Candidato Ganador | Partido | %     |
| -------- | -------- | ----------------- | ------- | ----- |
|          | 2022     | Emmanuel Macron   | LREM    | 55,88 |
|          | 2017     | Emmanuel Macron   | EM      | 65,44 |
|          | 2012     | François Hollande | PS      | 59,15 |
|          | 2007     | Ségolène Royal    | PS      | 57,14 |
|          | 2002     | Jacques Chirac    | RPR     | 75,78 |